# Jacques Henri Chanoine
Pour les articles homonymes, voir Chanoine (homonymie).
Jacques Henri Chanoine, né le 8 mars 1805 à Saint-Thibault (Aube) et mort le 23 septembre 1876 à Jarville-la-Malgrange (Meurthe-et-Moselle), est un ingénieur français, inspecteur général honoraire des Ponts-et-Chaussées, inventeur du barrage à hausses mobiles portant son nom.

## Biographie

### Famille
Fils d'un officier de cavalerie sous le Premier Empire, il est l'oncle du général Chanoine et le grand oncle du général Jacques Chanoine.
Il est issu de la famille fondatrice de la maison de champagne Chanoine Frères.
Il est inhumé dans le caveau familial du cimetière du Père-Lachaise.

### Carrière
Entré à l’École polytechnique à 15 ans, il effectue sa carrière au sein de l'administration des Ponts et Chaussées.
Il est notamment connu pour avoir inventé le système de barrage à hausse mobile et termine sa carrière comme inspecteur général honoraire des Ponts-et-Chaussées.

### Informations diverses
Membre fondateur de la société archéologique de Sens.
Son dossier de carrière est consultable aux Archives nationales sous la cote F/14/2190/2 ( http://www.archivesnationales.culture.gouv.fr/chan/chan/fonds/edi/sm/sm_pdf/F14%20Ingenieurs%20Ponts.pdf )

## Décorations
- Officier de la Légion d'honneur (1863)
- Officier de l'ordre de Léopold (Belgique)